# Daniel Kothenschulte
Daniel Kothenschulte (* 1967 in Porz, jetzt Stadtbezirk von Köln) ist ein deutscher Filmkritiker, Kurator und Filmwissenschaftler.

## Leben
Daniel Kothenschulte wuchs in seiner Geburtsstadt Köln auf. 1986 trat er unter dem Namen „Hans Wahn“ in der ZDF-Sendung Der Große Preis als Kandidat auf und fand durch seine flapsige Art ein Medienecho. In Köln und in Bochum studierte er Kunstgeschichte, Theater-, Film- und Fernsehwissenschaft sowie Germanistik.
Kothenschulte arbeitet als Filmkritiker für die Frankfurter Rundschau. Neben seinen zahlreichen Artikeln und Aufsätzen zu Filmgeschichte, Fotografie, Kunst und Pop-Kultur veröffentlichte er 1998 das Buch Nachbesserungen am amerikanischen Traum, in dem er sich mit den Regiearbeiten Robert Redfords auseinandersetzt. Kothenschultes Spezialgebiet ist der Trickfilm. Insbesondere zu Leben und Werk Walt Disneys und dessen künstlerischen Mitarbeitern hat er viele Veröffentlichungen vorgelegt.
Kothenschulte arbeitet auch als Filmkurator. So stellte er Filmprogramme zu den Ausstellungen Marinus und Heartfield – Politische Bilder und La Bohème im Kölner Museum Ludwig zusammen. Er wirkte bei mehreren Ausgaben der KunstFilmBiennale mit. So kuratierte und präsentierte er 2009 die Retrospektive des US-amerikanischen Kameramanns und Regisseurs Ed Lachman. Gelegentlich tritt er auch als Klavierbegleiter bei Stummfilmvorführungen auf.
Als Hochschuldozent hatte Kothenschulte von 2004 bis 2005 einen Lehrauftrag für Kunstgeschichte an der Staatlichen Hochschule für Bildende Künste – Städelschule in Frankfurt am Main und im Anschlussjahr einen Lehrauftrag im Fachbereich Design der Fachhochschule Dortmund. Er ist zudem Dozent an der Hochschule für Fernsehen und Film München.
2004 gehörte er der Jury des Backup-Festivals an. 2009 und 2010 leitete er bei Mumbai Film Festival (MIFF), Indien, den Young Critic’s Workshop für ausgewählte Filmstudenten der Colleges in Mumbai. 2013 war Kothenschulte Jurymitglied beim Internationalen Wettbewerb des Trickfilmfestival Stuttgart.
2013 begründete Kothenschulte die seither jährlich in Köln stattfindende Veranstaltungsreihe „Videonale Scope“ mit Retrospektiven internationaler Film- und Medienkünstler. Zu den Gästen zählten Kenneth Anger, James Benning und Birgit Hein, Matthias Müller und Christoph Girardet, Wilhelm Hein und Lutz Mommartz.
Kothenschulte lebt in Köln und besitzt eine umfangreiche Sammlung klassischer Hollywoodglamour-Fotografie von Filmstars.

## Ehrungen und Auszeichnungen
- 2003 Preis für „Visuelle Filmkritik“ des Bundesverbandes Kamera, der Fachzeitschrift Film & TV Kameramann und des Verbandes der deutschen Filmkritik.
- 2021 Siegfried-Kracauer-Preis, Jahresstipendium[13]

## Schriften
- als Mitverfasser: Um sie weht der Hauch des Todes. Der Italowestern – Die Geschichte eines Genres. Bochum 1998, 2. erweiterte Auflage, Bochum 1999, ISBN 3-9806313-2-X.
- Nachbesserungen am amerikanischen Traum. Der Regisseur Robert Redford. Marburg 1998, 2., erweiterte und überarbeitete Auflage Marburg 2001, ISBN 3-89472-326-2.
- als Mitverfasser: Sublevel: Dim Recollection. Illuminated by Multicolored Swamp Gas. Deodorized Mass with Satellites, 1999, ISBN 3-88375-403-X.
- Andreas Slominski, wo sind die Skier? Where are the Skis? On the occasion of the Exhibition Andreas Slominski, Neue Arbeiten, New Works, 10. November 2000 – 13. Januar 2001, Jablonka-Galerie. Köln 2001.
- als Mitverfasser: Videonale 10. Katalog zur Ausstellung im Kunstmuseum Bonn vom 30.4.–16.5.2005. Bonn 2005, ISBN 3-88375-951-1.
- Die Zukunftsruine. Metropolis 2010 – Fritz Langs restaurierter Klassiker. Köln 2010, ISBN 3-9813426-3-1
- mit Robert Nippoldt: Hollywood in den 30er Jahren. Hildesheim 2010, ISBN 3-8369-2628-8
- als Herausgeber und Mitautor: The Walt Disney Film Archives. The Animated Movies 1921–1968. Köln 2016, ISBN 978-3-8365-5291-2; deutsche Ausgabe: Das Walt Disney Filmarchiv. Die Animationsfilme 1921–1968. ISBN 978-3-8365-5289-9